# مصطفی چمران
مصطفی چمران ساوه‌ای (۱۰ مهر ۱۳۱۱ – ۳۱ خرداد ۱۳۶۰) سیاستمدار، فیزیکدان و نظامی ایرانی و عضو نهضت آزادی ایران بود. او وزیر دفاع، نماینده دوره نخست مجلس شورای اسلامی، از فرماندهان جنگ ایران و عراق و بنیان‌گذار ستاد جنگ‌های نامنظم بود. وی همراه سید موسی صدر در تشکیل جنبش امل در لبنان بود.
مصطفی چمران در دانشگاه تهران، شاگرد مهدی بازرگان بود که عامل ورود او به سیاست شد. او پس از گرفتن مدرک کارشناسی الکترومکانیک به آمریکا رفت و دکترای فیزیک پلاسما گرفت. پس از آموزش نظامی در مصر، به لبنان رفت. چمران پس از کودتای ۲۸ مرداد در سازمان نهضت مقاومت ملی زیر نظر مهدی بازرگان، سید رضا زنجانی و سید محمود طالقانی فعالیت می‌کرد. او در زمان تحصیل در آمریکا به همراه ابراهیم یزدی، علی شریعتی، و صادق قطب‌زاده شاخه خارج از کشور نهضت آزادی ایران و انجمن اسلامی دانشجویان را تأسیس کرد. او هماهنگ‌کننده ارتش و نیروهای مردمی بود.

## زندگی و تحصیلات
مصطفی چمران در سال ۱۳۱۱ در خیابان ۱۵ خرداد، محله سرپولک تهران زاده شد. پدرش حسن چمران ساوه‌ای از تُرک‌های ساوه بود  که از روستای چمران به تهران مهاجرت کرده بود. 

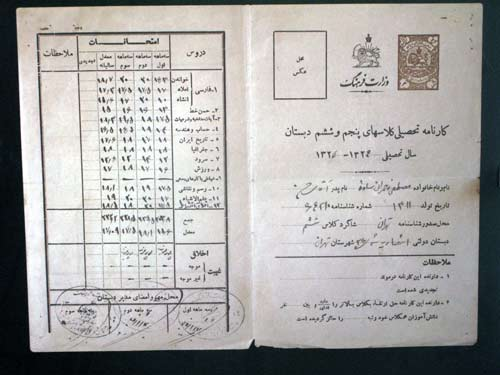
کارنامه پنجم و شش دبستان مصطفی چمران با نام خانوادگی کامل وی

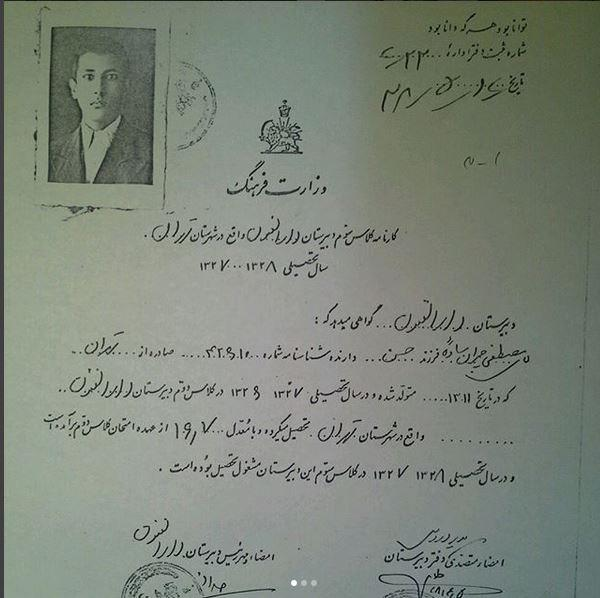
کارنامه سوم دبیرستان مصطفی چمران

او تحصیلات ابتدایی را در مدرسه انتصاریه پامنار و متوسطه را در دارالفنون و البرز طی کرد. او در سال ۱۳۳۲ با رتبه ۱۵ در رشته الکترومکانیک دانشکده فنی دانشگاه تهران پذیرفته شد. چمران در اواخر دهه ۱۳۳۰ (احتمالا ۱۳۳۸) با بورس تحصیلی به دانشگاه تگزاس ای‌اندام آمریکا رفت و در رشته مهندسی برق درجه کارشناسی ارشد کسب کرد. او در سال ۱۳۴۲ دکترای پلاسما فیزیک را از دانشگاه برکلی ایالت کالیفرنیا گرفت. گفته می‌شود که پایان‌نامه او مرجع ۲ مقاله علمی در زمینه پلاسما فیزیک شد. رسالهٔ دکتری او باریکه الکترونی در مگنترون با کاتد سرد توسط رضا امراللهی در سال ۱۳۸۸ ترجمه و توسط دانشگاه امیرکبیر منتشر شد.
او در کتاب خود بنام خودسازی گفته است که در دهه ۱۹۶۰ میلادی در آزمایشگاه‌های بل و آزمایشگاه پیش‌رانش جت ناسا به‌عنوان پژوهشگر کار می‌کرد. از آنجاکه او در سال ۱۳۴۲ فارغ‌التحصیل شده و در اواخر همان سال به‌همراه قطب‌زاده و یزدی آمریکا را ترک کرده است احتمالاً در دوران دانشجویی دکترا کار پژوهشی می‌کرده است. این مطلب نیاز به تحقیق بیشتر دارد.
چمران علاوه بر زبان فارسی به عربی، ترکی، فرانسوی، انگلیسی و آلمانی مسلط بود و به هنر نیز توجه داشت.

## خانواده
مصطفی چمران بار اول در سال ۱۳۴۰ با یک دختر آمریکایی به نام تامس (پروانه) هیمن ازدواج کرد. ثمره این ازدواج، یک دختر به نام روشن و سه پسر به نام‌های رحیم، علی، و جمال بودند که جمال در کودکی در استخر خانه پدرزن چمران غرق شد. فرزندان او اکنون در کرانه غربی آمریکا زندگی می‌کنند. رحیم، آتش‌نشان است و علی در یک کارخانه جعبه‌سازی کار می‌کند. پس از مهاجرت خانواده به لبنان، پروانه به دلیل شرایط سخت به آمریکا بازگشت و در سال ۱۳۵۲ از مصطفی جدا شد تا اینکه در سال ۲۰۰۹ درگذشت. چمران قصد نداشت دیگر با آنها ارتباط داشته باشد و معتقد بود زندگی آنها به گونه‌ای دیگر و زندگی او به گونه‌ای دیگر است. وقتی به ایران برگشت حتی یکی از فرزندان او نوار ضبط کرده‌ای برای چمران فرستاد اما وی پاسخی به او نداد. اینکه پس از ده‌ها سال هیچ مصاحبه‌ای با همسر و فرزندان چمران انجام نشده است قدری عجیب و در مورد شخصیت چمران شک برانگیز است.
چمران در ۱۳۵۶ با غاده جابر لبنانی ازدواج کرد. واسطه این ازدواج، موسی صدر و یک روحانی به نام سید غروی بودند.
عباس چمران، برادر بزرگ او آخرین رئیس دانشکده مهندسی برق دانشگاه صنعتی شریف پیش از انقلاب بود که پس از مرگ او درگذشت. مهدی چمران برادر دیگر او سابقه ریاست شورای شهر تهران را دارد.

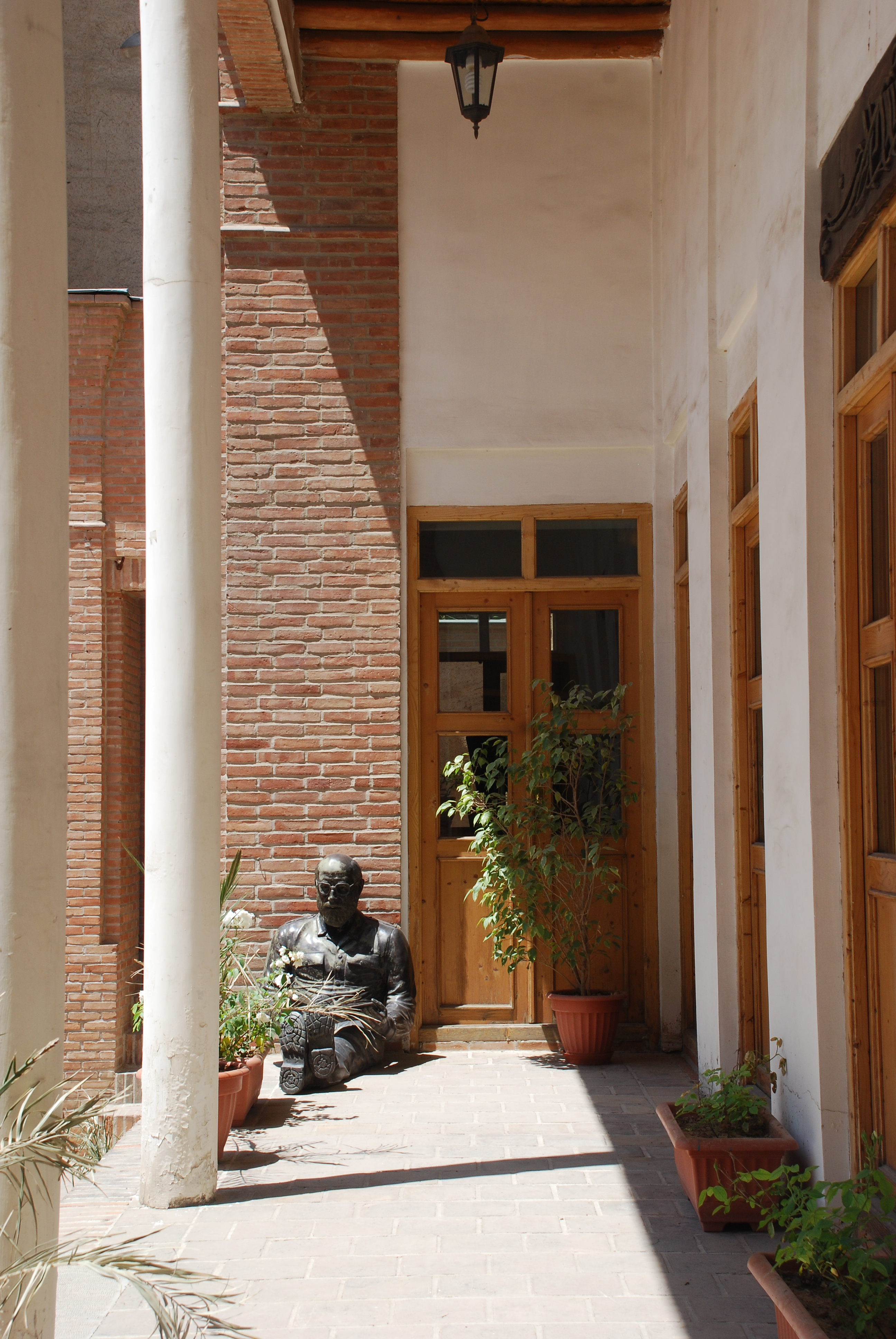
موزه مصطفی چمران

## فعالیت‌ها

### پیش از انقلاب
چمران از پانزده سالگی در جلسه‌های تفسیر قرآن سید محمود طالقانی و در درس‌های فلسفه و منطق مرتضی مطهری حضور پیدا می‌کرد. او عضو انجمن اسلامی دانشجویان دانشگاه تهران بود و در مبارزات مصدق، شرکت داشت. چمران در ۱۶ آذر ۱۳۳۲ در حمله گارد به دانشکده فنی دانشگاه تهران او جزو معترضان به حضور ریچارد نیکسون بود. او از مسئولان نهضت مقاومت ملی و عضو جبهه ملی ایران در دانشگاه تهران بود. چمران در آمریکا به همراه تنی چند از هم‌فکران خود شاخه نهضت آزادی ایران در خارج از کشور را تأسیس کرد. او با همکاری ابراهیم یزدی برای نخستین بار انجمن اسلامی دانشجویان آمریکا را پایه‌ریزی کرد و از مؤسسان انجمن اسلامی دانشجویان ایرانی کالیفرنیا بود. به دلیل این فعالیت‌ها بورس تحصیلی شاگرد ممتازی وی قطع شد و تا پایان دوره دکتری در دانشگاه برکلی به عنوان پژوهش‌یار کار کرد.
چمران در سال ۱۳۴۲ پس از فارغ‌التحصیلی با خانواده خود به نیوجرسی منتقل شد و ضمن عضویت در شورای مرکزی جبهه ملی به عنوان عضو هیئت اجرایی و مسئول مالی به فعالیت پرداخت. تدارک اعتراضات و بسیج دانشجویان در جلوی دفتر سازمان ملل در نیویورک و کاخ سفید در واشینگتن و همچنین سفارت ایران در واشینگتن و سایر کنسول‌گری‌ها در شهرهای شیکاگو، نیویورک، و سانفرانسیسکو برای اعتراض به وضعیت سیاسی-اجتماعی ایران بخش عمده‌ای از تلاش و فعالیت‌های او در این سال‌ها بودند.
چمران در سال ۱۳۴۲ برای آموزش نظامی به کوبا رفت. در دسامبر ۱۹۶۳ او به همراه صادق قطب‌زاده و یزدی، به مصر رفته و آموزش چریکی دیدند. آنها با مقامات مصری دیدار کردند تا یک سازمان ضد شاه در این کشور تأسیس کنند که ساما (SAMA) «سازمان ویژه اتحاد و اقدام» نام گرفت و چمران رئیس شاخه نظامی آن بود.
چمران در سال ۱۹۶۵ به آمریکا برگشت و گروه تشیع سرخ (Red Shiism) را در سن خوزه کالیفرنیا با هدف آموزش شبه نظامیان تأسیس کرد. او در سال ۱۹۶۸ انجمن دانشجویان مسلمان آمریکا (MSA) را تأسیس کرد که رهبری آن را ابراهیم یزدی بر عهده داشت و شعبه‌هایی در بریتانیا و فرانسه تأسیس کرد.
او در سال ۱۹۷۱ به لبنان رفت و به اردوگاه‌های سازمان آزادی‌بخش فلسطین و جنبش امل پیوست. چمران از اعضای اصلی جنبش انقلاب اسلامی در خاورمیانه شد و به سازماندهی و آموزش نیروهای چریکی و انقلابی در الجزایر، مصر، و سوریه پرداخت. او در طول جنگ داخلی لبنان با موسی صدر همکاری کرد.
چمران و صادق قطب‌زاده در جناح موسوم به «مافیای سوری» پیرو خمینی بودند که بین گروه او و گروه لیبی به رهبری محمد منتظری اختلاف و نزاع درگرفت. آنها با وقوع انقلاب به ایران بازگشتند.
داریوش همایون وزیر وقت اطلاعات و جهانگردی کابینه جمشید آموزگار در مصاحبه خود در تاریخ شفاهی ایران دانشگاه هاروارد ادعا می‌کند که بر اساس شنیده‌های او مصطفی چمران مسئول رساندن وسایل آتش‌زا به فلسطینی‌ها برای آتش‌سوزی سینما رکس آبادان بوده است.
چمران در سال ۱۳۵۸ به عنوان معاون نخست‌وزیر در کابینه مهدی بازرگان خدمت و عملیات نظامی در کردستان را رهبری کرد. او از شهریور ۱۳۵۸ تا ۱۳۵۹ وزیر دفاع بود.

چمران در حال کار در آزمایشگاه هسته‌ای

### در مصر
در مصر با مشاهده جریان ناسیونالیسم عربی به جمال عبدالناصر اعتراض کرد. جمال ضمن پذیرش این اعتراض گفت که جریان ناسیونالیسم عربی آن قدر قوی است که نمی‌توان به‌راحتی با آن مقابله کرد و به دنبال آن به چمران و یارانش اجازه داد که در آن کشور نظرات خود را بیان کنند.
عادل عون (ابو یاسر) از مبارزان لبنان و دوست چمران در مصر و لبنان می‌گوید: دربارهٔ دلیل ترک آمریکا از او سؤال کردم، او سبب این کار را قصد نداشتن شرکت در پیشرفت صنایع نظامی آمریکا دانست و گفت با هدف مساعدت به برادران مسلمان در این دوره نظامی حضور پیدا کرده است.

### در لبنان
در سال ۱۳۵۰ موسی صدر، در سفری به تهران ضمن دیدار با مهدی بازرگان و گزارش خدمات در لبنان، از تشکیل مدرسه در شهر صور خبر داد. بازرگان در این دیدار، چمران را به او معرفی کرد. پس از این دیدار، چمران برای مدیریت مدرسه به لبنان رفت. او هشت سال مدیریت مدرسه صنعتی جبل عامل بود. او مبتکر راه‌اندازی مدارس فنی و حرفه‌ای در لبنان بود که زیربناهای توسعه را برای مردم جنوب لبنان فراهم ساخت.
تأسیس پایگاه چریکی برای آموزش مبارزان ایرانی در لبنان از دیگر اهداف چمران بود. او در لبنان به موسی صدر کمک کرد تا سازمان امل، به عنوان شاخه نظامی، «حرکةالمحرومین» را پایه‌گذاری کند.
چمران از سال ۱۹۷۱ کلاس‌های ایدئولوژیک داشت که هفته‌ای یک بار برپا می‌شدند. در این کلاس‌ها موسی صدر، مهدی شمس‌الدین، محمدحسین فضل‌الله و رجال دیگر نیز سخنرانی می‌کردند. این افراد هسته‌های سازمان «حرکت المحرومین» را تشکیل دادند. او در بیروت نیز نظیر این اقدام را انجام داد.
چمران با رهبران فلسطینی مانند یاسر عرفات تماس و همکاری داشت. با بروز درگیری‌ها موسی صدر جوانان امل را به تل زعتر فرستاد. برخی اعتقاد دارند که نیروهای امل، تل زعتر را به فالانژها واگذار کردند و باعث شدند فالانژها به داخل اردوگاه رفته ساکنان را قتل‌عام کنند. اما حامیان موسی صدر معتقدند اداره تل زعتر از همان ابتدا بر عهده خود فلسطینیان بوده و حتی فلسطینی‌های حاضر در اردوگاه به مناطق مرفه این اردوگاه رفتند تا از فالانژها در امان بمانند.

### انقلاب ایران
پس از پیروزی انقلاب ۱۳۵۷ در ۳۰ بهمن همان سال چمران همراه با یک گروه ۹۲ نفره از همراهان خود در جنبش امل از لبنان به ایران رفت. او با آنکه قصد ماندن نداشت، به توصیه سید روح‌الله خمینی در وطن ماند و به تربیت نخستین گروه از پاسداران انقلاب اسلامی در سعدآباد پرداخت.

### کردستان
چمران در دوره ناآرامی‌های کردستان همراه با ولی‌الله فلاحی به آنجا رفت. در ناآرامی‌های مریوان برای ده روز در آن جا ماند. چمران که سخنگو و نماینده جناح شورای انقلاب و دولت موقت بود توانست با موافقت خمینی ارتش و سپاه پاسداران را به کردستان بکشاند.

### وزارت دفاع
وی پس از حوادث کردستان به تهران احضار شد و به پیشنهاد نخست‌وزیر و تصویب شورای انقلاب از سوی خمینی به سمت وزارت دفاع منصوب شد. او بیش از ۱۲۰۰۰ نفر را از ارتش پاکسازی کرد. چمران حتی پس از استعفای دولت موقت، به کار در وزارت دفاع ادامه داد. او در ۲۰ اردیبهشت ۱۳۵۹ از سوی خمینی به سمت مشاور شورای عالی دفاع ملی منصوب شد.

### مجلس
وی در انتخابات نخستین دوره مجلس شورای اسلامی از تهران به نمایندگی انتخاب شد.

### در خوزستان

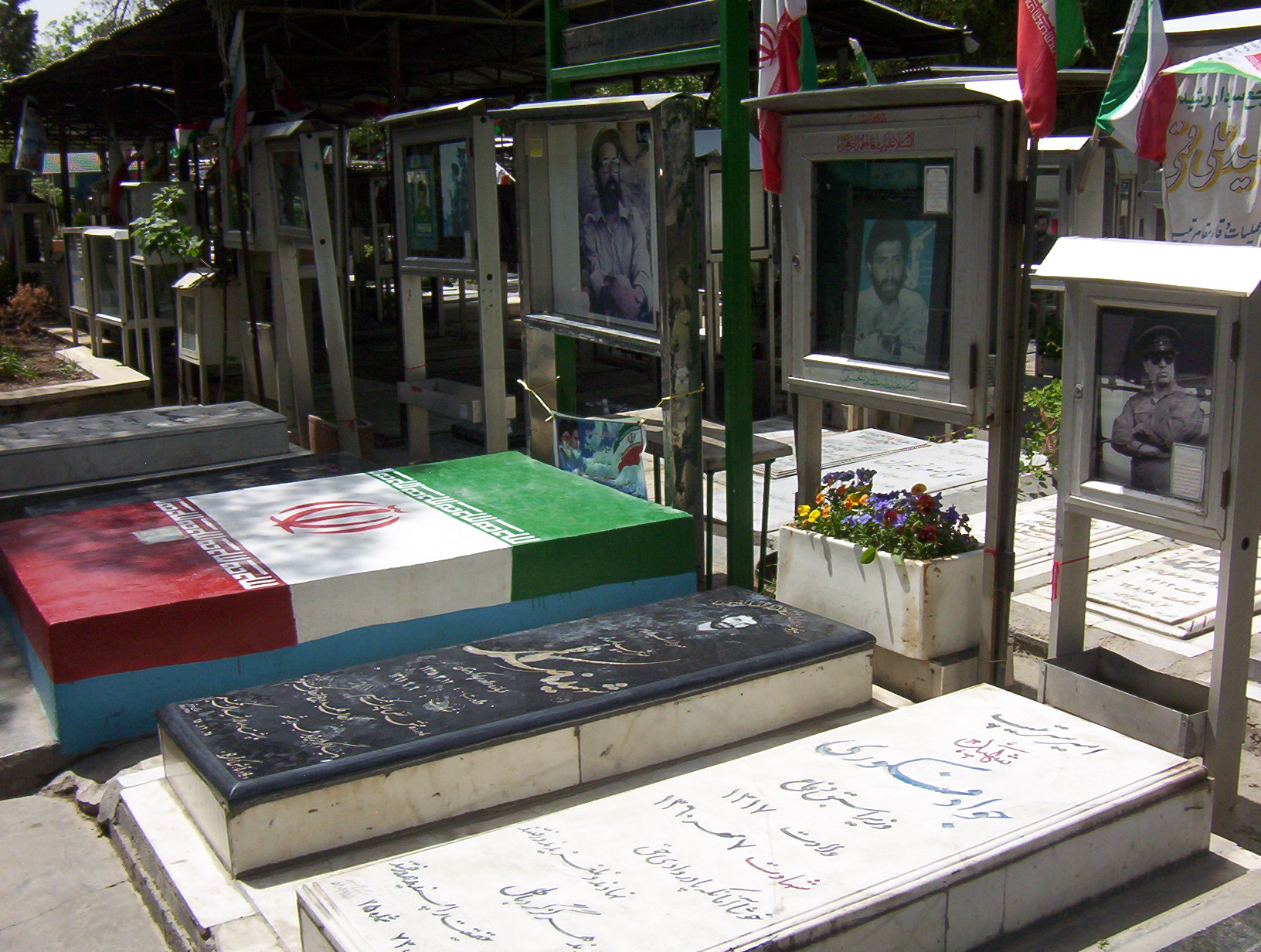
مدفن جواد فکوری، ناصر کاظمی، مصطفی چمران و موسی نامجو در بهشت زهرا

با آغاز جنگ ایران و عراق به جبهه رفت و ستاد جنگ‌های نامنظم را بنیان نهاد. ایجاد واحد مهندسی برای ساخت جاده‌های نظامی و نصب پمپ‌های آب در کنار رود کارون و ساخت یک کانال به طول حدود بیست کیلومتر و عرض یک متر در مدت یک ماه که آب کارون را به طرف تانک‌های عراقی روانه ساخت از کارهای او بودند. به‌طوری‌که آن‌ها مجبور شدند چند کیلومتر عقب‌نشینی کنند و سدی بزرگ مقابل خود بسازند.
پس از ناامیدی عراقی‌ها از تسخیر اهواز، آنها برای دومین بار به سوسنگرد حمله کرده و شهر را محاصره کردند تا اینکه روز سوم توانستند به داخل شهر راه یابند. چمران ارتش و نیروهای مردمی و سپاه را سازماندهی کرد تا از جانب جاده اهواز - سوسنگرد به دشمن یورش ببرند.

## کشته شدن

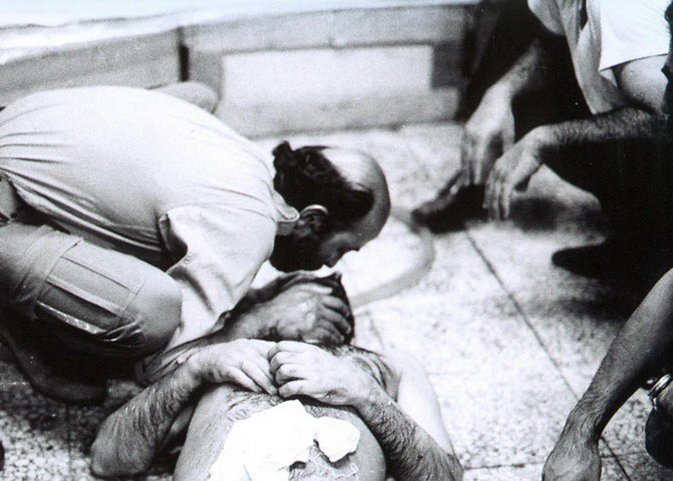
بوسه مهدی چمران بر گونه برادرش مصطفی پس از کشته‌شدن.

چمران در ۳۱ خرداد ۱۳۶۰ که برای سرکشی، معرفی و توجیه فرمانده جدید محور به جای ایرج رستمی به دهلاویه رفته بود بر اثر اصابت ترکش خمپاره ۶۰ از ناحیه پشت سر زخمی شد. مورد اصابت قرار گرفتن از پشت سر، منشأ گمانه زنی‌های بسیار در مورد احتمال مرگ او بر اثر آتش خودی بوده است. پیکر بی‌جان او به اهواز رسید. و در همان روز درگذشت. آرامگاه او در بهشت زهرا قطعهٔ ۲۴ ردیف: ۷۱ شماره: ۲۵ و تاریخ دفن ۲ تیر ۱۳۶۰ است.

## یادبود

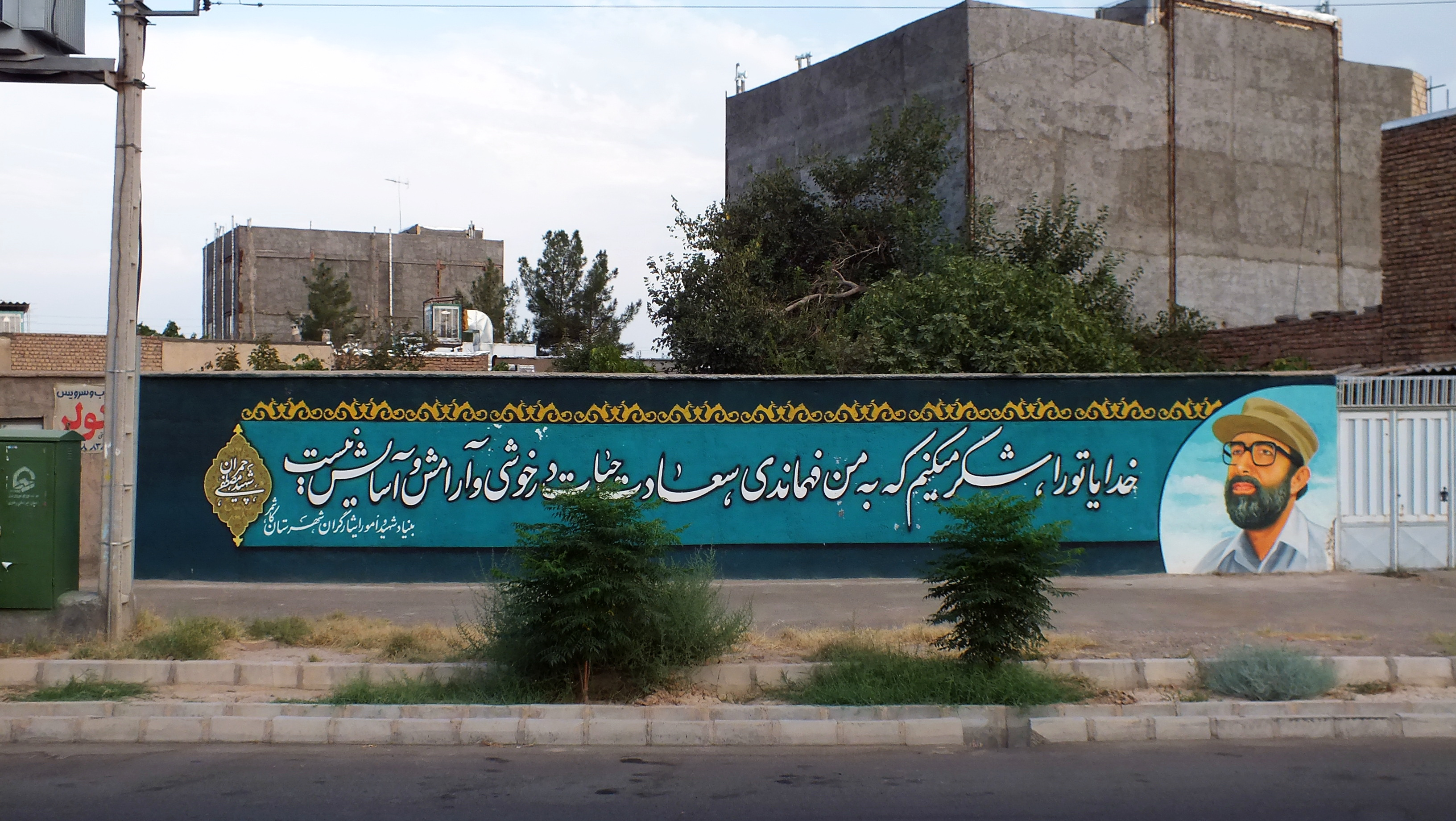
دیوار نوشته دربارهٔ چمران

سید روح‌الله خمینی او را سردار اسلام و مجاهد بیدار و متعهد راه تعالی نامید. پس از مرگ، نام چمران به عنوان یک قهرمان بر روی بسیاری از خیابان‌ها و ساختمان‌ها در ایران و لبنان از جمله بزرگراه چمران در تهران گذاشته شد.
در سال ۱۳۹۱ محسن علوی پور کتاب زندگی‌نامه چمران را منتشر کرد. نیک رابینسون در سال ۲۰۱۳ زندگی‌نامه انگلیسی چمران را در بریتانیا منتشر کرد.
در قتلگاه او در دهلاویه نیز بنای یادبودی ساخته‌اند.

### در سینما
- فیلم سینمایی چ: ابراهیم حاتمی‌کیا در سال ۱۳۹۲ فیلمی را به نام چِ دربارهٔ مصطفی چمران ساخت. این فیلم داستان ۲ روز از زندگی مصطفی چمران طی نبرد پاوه را به تصویر می‌کشد. این فیلم برنده ۶ سیمرغ بلورین از سی و دومین جشنواره فیلم فجر شد. در این فیلم فریبرز عرب‌نیا نقش چمران و سعید راد نقش تیمسار فلاحی را بر عهده داشتند.
- مجموعه تلویزیونی سیمرغ: در مجموعه تلویزیونی سیمرغ نیز که سرگذشت دو تن از خلبانان هوانیروز یعنی احمد کشوری و علی‌اکبر شیرودی را به تصویر می‌کشد، به نقش چمران در واقعه پاوه اشاره شده است.[۵۹]

## عرفان و هنر
چمران شخصیتی عارفانه داشت و به اشعار مولوی علاقه نشان می‌داد.: 191  او آثار هنری زیادی را بر جای گذاشت. از جمله آن‌ها می‌توان به تابلوهای نقاشی، مجسمه‌ها و عکس‌ها اشاره کرد. نقاشی در میان علاقه‌مندی‌های بارز هنری چمران بود که در این زمینه چندین اثر رنگ روغن از وی به جا مانده است.